# Эркенов, Хусейн Салаватович
Хусейн Салаватович Эркенов (карач.-балк. Эрикгенланы Салауатны джашы Хусейн; род. 3 марта 1960, Ташкент, Узбекская ССР) — советский и российский кинорежиссёр, сценарист, продюсер. Член Союза кинематографистов России. Член Гильдии кинорежиссёров России.

## Биография
В 1978 году окончил Львовское культпросветучилище. В 1978—1979 годах работал директором Дома культуры в ауле Кумыш (Карачаево-Черкесия). В 1981—1982 годах — администратор, а потом и и. о. директора картины «Демидовы» на Свердловской киностудии. В 1988 году окончил режиссёрский факультет ВГИК с красным дипломом (мастерская С. А. Герасимова и Т. Ф. Макаровой). С 1989 года работает режиссёром-постановщиком. В 1991 году организовал частную студию «Эрхус» и снял на ней несколько полнометражных фильмов. Работал также на киностудии им. Горького. В 1998 году был режиссёром телепрограммы «Куклы» (НТВ). В 2018 году снимал полнометражный документальный художественно-публицистический фильм «Украина — любовь моя».

## Фильмография[1]
- «Завтрашняя память» (короткометражный, 1983) — режиссёр, сценарист;
- «Студент» (короткометражный, 1985) — режиссёр, сценарист;
- «Колька» (короткометражный, дипломная работа, 1988) — режиссёр, сценарист;
- «Сто дней до приказа» (1990) — режиссёр-постановщик;
- «Холод» (1991) — режиссёр-постановщик, автор сценария;
- «Не стреляйте в пассажира!» (1993) — режиссёр-постановщик, автор сценария, продюсер;
- «Чёрный мяч» (2002) — режиссёр-постановщик, автор сценария;
- «Я тебя обожаю…» (2005) — режиссёр-постановщик, автор сценария, продюсер;
- «Залезь на луну» (2010) — режиссёр, сценарист, продюсер;
- «Приказано забыть» (2014) — режиссёр.
- «Украина — любовь моя» (2018) — полнометражный документальный фильм.

## Призы и премии[1]
- 1988 — Приз «Серебряный Медведь», МКФ в Бильбао, Испания (фильм «Колька»);
- 1988 — Гран-при, МКФ студенческих фильмов в Москве (фильм «Колька»);
- Главный приз за режиссуру, МКФ студенческих фильмов в Бабельсберге, Германия (фильм «Колька»);
- Главный приз за лучший короткометражный фильм, кинофестиваль в Свердловске (фильм «Колька»);
- 1992 — Приз города Карловы Вары, МКФ в г. Карловы Вары, Чехия (фильм «Холод»)[3].
- Фестивали — МКФ Испании (Бильбао), МКФ в Канаде (Торонто), МКФ Голландии, МКФ Великобритании (Лондон), МКФ Чехословакии (Карловы Вары), МКФ Германии (Берлин), МКФ Германии (Оберхаузен), МКФ Польши (Варшава), МКФ Италии (Римини), МКФ Франции, МКФ России (Москва), МКФ России (Сочи), МКФ России (Выборг), МКФ России (Екатеринбург) и др.